# Sonja Rusch
Sonja Rusch (1970) è un'ex sciatrice alpina canadese.

## Biografia
Slalomista pura, Sonja Rusch vinse il titolo nazionale canadese nel 1989 e nel 1991; si ritirò durante la stagione 1994-1995 e la sua ultima gara fu uno slalom speciale universitario disputato l'11 febbraio a Santa Fe. Non ottenne piazzamenti in Coppa del Mondo né prese parte a rassegne olimpiche o iridate.

## Palmarès

### Campionati canadesi
- 2 ori (slalom speciale nel 1989; slalom speciale nel 1991)[1]